# Ryan Mitchell (nadador)
Ryan Scott Mitchell (Puerto Augusta, 24 de abril de 1977) es un deportista australiano que compitió en natación.
Ganó dos medallas de plata en el Campeonato Mundial de Natación en Piscina Corta, en los años 1995 y 1999.
Participó en dos Juegos Olímpicos de Verano, en los años 1996 y 2000; en Sídney 2000 le fue otorgada una medalla de plata en el relevo 4 × 100 m estilos por nadar la serie preliminar.

## Palmarés internacional
| Juegos Olímpicos                    | Juegos Olímpicos        | Juegos Olímpicos | Juegos Olímpicos  |
| Año                                 | Lugar                   | Medalla          | Prueba            |
| ----------------------------------- | ----------------------- | ---------------- | ----------------- |
| 2000                                | Sídney (Australia)      | Medalla de plata | 4 × 100 m estilos |
| Campeonato Mundial en Piscina Corta |                         |                  |                   |
| Año                                 | Lugar                   | Medalla          | Prueba            |
| 1995                                | Río de Janeiro (Brasil) | Medalla de plata | 200 m braza       |
| 1999                                | Hong Kong (China)       | Medalla de plata | 200 m braza       |

1. ↑  Compitió en la serie preliminar.